# Філіп Джон Каррі
Філіп Джон Каррі (англ. Philip John Currie; нар. 13 березня 1949) — канадський палеонтолог. Засновник Королівського Тиррелівського музею палеонтології в Драмгеллері (Альберта), професор Альбертського університету в Едмонтоні. У 1980-х роках він став директором Канадсько-китайського проєкту динозаврів і допоміг описати деяких із перших пернатих динозаврів. Він є одним із головних редакторів впливової Енциклопедії динозаврів. Його сфера інтересів включає тероподів (особливо Tyrannosauridae), походження птахів, а також моделі міграції динозаврів і поведінку стад.

## Біографія
Каррі здобув ступінь бакалавра наук в Університеті Торонто в 1972 році, ступінь магістра наук в Університеті Макгілла в 1975 році та ступінь доктора філософії (PhD) з біології (з відзнакою) в тому ж закладі в 1981 році. Його магістерська та кандидатська дисертації були присвячені синапсидам і раннім водним діапсидам відповідно.
Каррі став куратором науки про Землю в Провінційному музеї Альберти в Едмонтоні в 1976 році. Протягом трьох сезонів він досяг такого успіху в польових роботах, що провінція почала планувати більший музей для зберігання колекції. Колекція стала частиною Палеонтологічного музею Тіррелла, будівництво якого було завершено в 1985 році, і Каррі був призначений куратором динозаврів.
У 1986 році Каррі став співдиректором спільного канадсько-китайського проєкту динозаврів разом з Дейлом Расселом з Канадського музею природи в Оттаві та Дуном Чжиміном з Інституту палеонтології хребетних і палеоантропології в Пекіні.

## Внесок у палеонтологію
Протягом останніх 3 десятиліть Керрі працював над відкриттям скам'янілостей у Монголії, Аргентині, Антарктиді, Провінційному парку динозаврів, Провінційному парку Драй-Айленд Баффало Джамп та багатьох інших місцях.
Його внесок у палеонтологію включає синонімізацію родів Troodon і Stenonychosaurus у 1987 році (з першою назвою, яка має пріоритет) і пізніше скасування цього у 2017 році. Він також синонімізував таксон цератопсів Rubeosaurus і Styracosaurus, причому останній є дійсним, старшим синонімом.
Одним із головних інтересів Каррі був еволюційний зв'язок між сучасними птахами та непташиними динозаврами. Подібність між троодонтидами та птахами, зокрема, зробила його головним прихильником теорії про те, що птахи походять від динозаврів, як і його висновок про те, що тиранозавриди, разом з багатьма іншими непташиними лініями теропод, володіли фуркулами, рисою, яку раніше вважали бути винятковим для птахів і відсутнім у непташиних динозаврів. У рамках спільного китайсько-канадського проєкту динозаврів він допоміг описати два перших екземпляри динозаврів із лагерштеттів Ляоніну в Китаї, на яких чітко видно відбитки пір'я: протархеоптерикса і каудіптерикса. На відміну від відкриття Sinosauropteryx у 1996 році, яке показало лише відбиток пухових ниток, це безсумнівно було пір'ям. Відкриття не тільки допомогло зміцнити теорію про те, що птахи походять від динозаврів, але й показало, що багато дромеозавридів були оперені.
У 1997 році Каррі об'єднався з головним технічним директором Microsoft Натаном Мірвольдом, щоб створити комп'ютерну модель, яка демонструє, що диплодоциди могли ляскати хвостами, як батогами, і створювати невеликі звукові удари. Він брав участь у викритті «археораптора», який став предметом скандалу у National Geographic у 1999 році та виявився підробкою.
Каррі дедалі більше скептично ставився до ортодоксальної віри в те, що великі м'ясоїдні динозаври були поодинокими тваринами, але не було доказів його гіпотези про те, що вони могли полювати зграями. Однак непрямі докази були отримані, коли він знайшов місце скам'янілостей, згадане Барнумом Брауном, на якому було 12 екземплярів альбертозавра різних вікових груп. Каррі також брав участь у відкритті кісткового ложа, яке свідчило про стадну поведінку авіміма.
Каррі зробив важливий внесок у вивчення філогенетики. Він переглянув філогенетичні зв'язки анкілозаврид у 2015 році. Він також переоцінив філогенетичний статус Nipponosaurus sachalinensis, виявивши, що серед Lambeosaurinae він набагато більш базальний, ніж вважали палеонтологи раніше.
Каррі опублікував кілька статей про анатомію черепа різних динозаврів. Разом з Родольфо Коріа у 2003 році він опублікував детальний опис мозкової оболонки великого кархародонтозаврида Giganotosaurus carolinii, дійшовши висновку, що Giganotosaurus і Carcharodontosaurus були дуже близькими родами. У 2017 році він і Аріана Пауліна-Карабаджал написали статтю про анатомію добре збереженої мозкової оболонки Murusraptor barrosaensis, виявивши, що вона більше схожа на тиранозавридів, ніж на алозавридів або цератозавридів. Роком пізніше він став співавтором дослідження, в якому докладно описувалася ендокраніальна морфологія анкілозаврів Talarurus plicatospineus і Tarchia teresae. У 2019 році разом з Девідом Крістофером Евансом Каррі описав нещодавно виявлений черепний матеріал дромеозаврида Saurornitholestes langstoni та виявив, що маловідомий зубний таксон Zapsalis, ймовірно, представляє той самий таксон, що й Saurornitholestes.
Внесок Каррі у вивчення зубів динозаврів включає допомогу у відкритті першого відомого випадку альвеолярного ремоделювання у динозаврів і виявлення у дослідженні 2020 року, що зуби синраптора були дуже схожі на зуби алозавра, з чого зробив висновок, що синраптор, ймовірно, активно полював на динозаврів середнього розміру, таких як Jiangjunosaurus junggarensis.
Каррі широко досліджував тему молодих динозаврів і онтогенез динозаврів. Його публікації на цю тему включали дослідження молоді Chasmosaurus, Pinacosaurus, Daspletosaurus і Saurornithoides.

Окрім роботи над динозаврами, Каррі брав участь у численних дослідницьких проєктах птерозаврів. У 2011 і 2016 роках він брав участь в описі перших скам'янілостей птерозаврів з формації Нортумберленд на острові Горнбі в Британській Колумбії, виявивши, що вони, ймовірно, представляють невизначених представників Istiodactylidae і Azhdarchidae відповідно. У 2017 році він допоміг в описі першого відомого тазового матеріалу птерозавра з формації Парк динозаврів; він також допоміг вивчити матеріал птерозаврів із сеноманського ярусу, знайденого в Лівані.

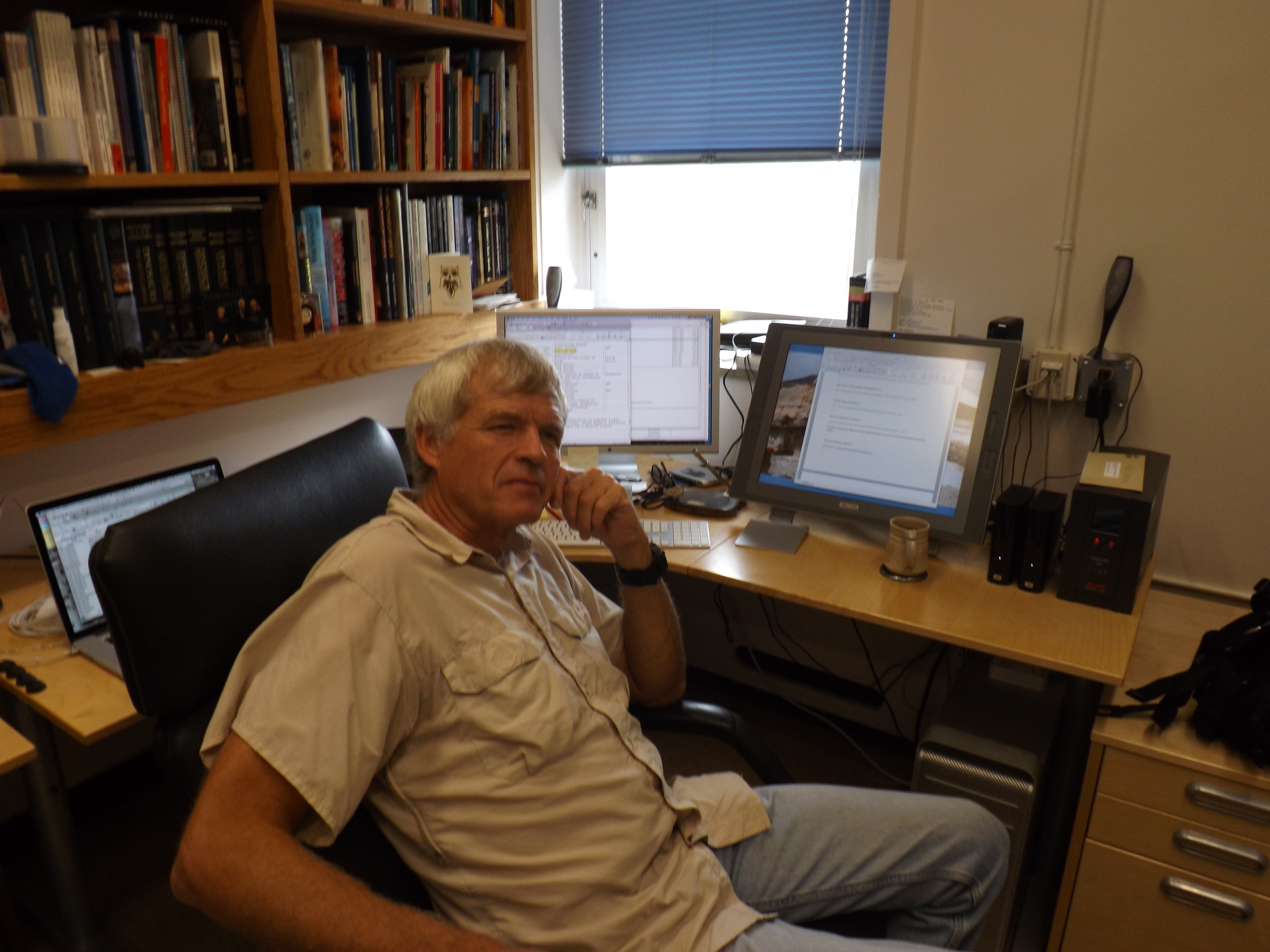
Каррі у своєму кабінеті, 2013 рік

У 2017 році Каррі допоміг заново відкрити типові місця проживання монгольських завроподів Nemegtosaurus mongoliensis і Opisthocoelicaudia skarzynskii; місцезнаходження обох каменоломень стало невідомим через те, що вони були описані кілька десятиліть тому і деякий час не досліджувалися. Наступного року він опублікував статтю як головний автор, у якій припустив, що два таксони можуть представляти один і той самий вид.
Дослідницькі інтереси Каррі включали іхнокопалини, а також скам'янілості тіл. У 1979 році, на початку своєї кар'єри, він з Вільямом А. С. Сарджентом описали Amblydactylus kortmeyeri з долини річки Піс. У 1981 році Каррі опублікував у Журналі палеонтології хребетних опис іхновиду Aquatilavipes swiboldae з аптської формації Гетінг у Британській Колумбії. Він продовжив роботу над слідами динозаврів з формації Річка Сент-Мері. У 2004 році він вивчав угруповання слідів із формації Ланс і описав іхновид Saurexallopus zerbsti. У 2018 році Каррі став співавтором дослідження, в якому описуються сліди динозаврів у місцевості Немегт.
У 2015 році у Вемблі (Альберта), було відкрито Музей динозаврів Філіпа Дж. Каррі. Він розташований приблизно за 15 хвилин їзди на захід від Гранд-Прері та приблизно за 500 км на північний захід від Едмонтона.

## Нагороди та визнання
- 1981: Докторська дисертація номінована Канадським товариством зоологів як найкраща дисертація року[4].
- 1988: Нагорода сера Фредеріка Голтейна за значний внесок у науку в Альберті[6].
- 1998: Представлений як один із 12 видатних канадців за версією журналу Maclean's[44].
- 1998: розміщено на першій обкладинці канадського випуску журнал Time[11].
- 1999: Нагорода Американської асоціації геологів-нафтовиків Мішеля Т. Галбуті за людські потреби[6].
- 1999: обраний до Королівського товариства Канади[4].
- 2003: Увійшов до п'ятірки найкращих дослідників Канади за версією Time[6].
- 2004: Премія Майкла Сміта[6].
- 2006: Нагорода ASTech[6].
- 2010: Орден досконалості Альберти.
- 2012: Золота медаль Канадського королівського географічного товариства[45].
- 2019: Премія Елізабет «Бетсі» Ніколлс за досягнення в палеонтології[46].
- 2022: Нагорода видатного дослідника від Товариства Роя Чепмена Ендрюса.

На честь Каррі названо види динозаврів Quilmesaurus curriei (Coria, 2001), Epichirostenotes curriei (Sullivan et al., 2011), Teratophoneus curriei (Carr et al., 2011), Philovenator curriei (Xu et al., 2012) і Albertavenator curriei (Еванс та ін., 2017).